# ليكس هيكسون
ليكس هيكسون (بالإنجليزية: Lex Hixon)‏ هو كاتب وشاعر أمريكي، ولد في 25 ديسمبر 1941 في باسادينا في الولايات المتحدة، وتوفي في 1 نوفمبر 1995.